# Боажан
Боажан (фр. Boisjean) насеље је и општина у североисточној Француској у региону Север-Па д Кале, у департману Па де Кале која припада префектури Montreuil.
По подацима из 2011. године у општини је живело 497 становника, а густина насељености је износила 39,01 становника/km². Општина се простире на површини од 12,74 km². Налази се на средњој надморској висини од 69 метара (максималној 82 m, а минималној 17 m).

## Демографија
| 1962. | 1968. | 1975. | 1982. | 1990. | 1999. | 2011. |
| ----- | ----- | ----- | ----- | ----- | ----- | ----- |
| 377   | 382   | 372   | 375   | 426   | 437   | 497   |

График промене броја становника у току последњих година